# Mandarin
Mandarinul (Citrus reticulata Blanco, sin. Citrus nobilis Andr.) este o specie de plante originară din regiunile tropicale și subtropicale ale Asiei.

## Caracteristici

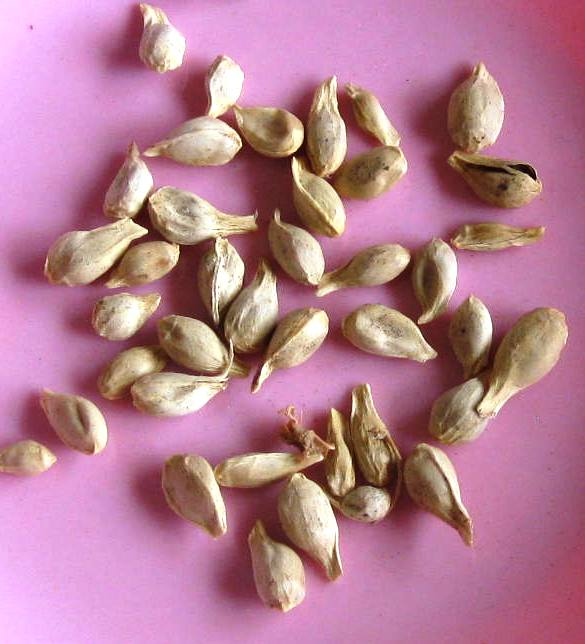
Semințe de mandarină

Coajă portocalie, ușor confundabilă cu clementinele, uneori și cu portocalele, singura diferență între ele fiind mărimea.

## Înmulțire
Se înmulțește prin semințe,butași,drajonare sau marcotare. Cea mai bună metodă este prin butași,apoi urmând cea prin semințe.

## Utilizare
Are multe utilizări, coaja (scoarța), frunzele. Dar cele mai utilizate sunt fructele lui, în regim alimentar.

## Volum de producție și valoare nutrițională
| Tangerine, mandarine, clementine, satsumas Top 20 producători în 2011 (1000 tone) | Tangerine, mandarine, clementine, satsumas Top 20 producători în 2011 (1000 tone) |
| --------------------------------------------------------------------------------- | --------------------------------------------------------------------------------- |
| China                                                                             | 12.482                                                                            |
| Spania                                                                            | 2.117                                                                             |
| Brazilia                                                                          | 1.005                                                                             |
| Japonia                                                                           | 928                                                                               |
| Turcia                                                                            | 872                                                                               |
| Italia                                                                            | 853                                                                               |
| Egipt                                                                             | 848                                                                               |
| Iran                                                                              | 800                                                                               |
| Maroc                                                                             | 753                                                                               |
| Coreea de Sud                                                                     | 681                                                                               |
| Statele Unite ale Americii                                                        | 596                                                                               |
| Pakistan                                                                          | 515                                                                               |
| Mexic                                                                             | 406                                                                               |
| Argentina                                                                         | 401                                                                               |
| Thailanda                                                                         | 360                                                                               |
| Peru                                                                              | 236                                                                               |
| Algeria                                                                           | 218                                                                               |
| Taiwan                                                                            | 197                                                                               |
| Nepal                                                                             | 179                                                                               |
| Maldive                                                                           | 152                                                                               |
| Altele                                                                            | 1.582                                                                             |
| Total global                                                                      | 26.030                                                                            |
| Sursă: UN Food and Agriculture Organisation (FAO),                                |                                                                                   |